# Sephilus
Sephilus is een geslacht van kevers uit de familie  
kniptorren (Elateridae).
Het geslacht is voor het eerst wetenschappelijk beschreven in 1878 door Candèze.

## Soorten
Het geslacht omvat de volgende soorten:
- Sephilus formosanus Schwarz, 1902
- Sephilus frontalis Candèze, 1878
- Sephilus minor Schwarz, 1901
- Sephilus okinawensis Kishii, 1992
- Sephilus shibatai Kishii, 1999
- Sephilus tanakai Kishii, 1992